# WWF Attitude
WWF Attitude es un videojuego de lucha libre profesional publicado en 1999 para las consolas Nintendo 64, PlayStation, Dreamcast y Game Boy Color, publicado por Acclaim Entertainment. Recibe el nombre de una era de la World Wrestling Federation comprendida entre 1997 y 2002, junto al lema "Get It" que también se utilizó en la programación de la empresa durante ese período.
Este juego es la secuela de WWF War Zone y es el último juego de la WWF publicado por Acclaim. Ese mismo año, la WWF firmó un acuerdo con la compañía THQ, poniendo fin a una relación comercial de 10 años con Acclaim. Acclaim luego firmó un contrato con la ECW, produciendo dos juegos usando el mismo motor de juego de Attitude, ECW Hardcore Revolution y ECW Anarchy Rulz.
La versión de PlayStation, originalmente programada para ser lanzada el 3 de junio de 1999, se retrasó hasta el 5 de agosto debido a la muerte de Owen Hart, a quien está dedicado el juego.

## Jugabilidad
La jugabilidad de WWF War Zone se mantuvo en su mayoría. Los jugadores ejecutan maniobras de lucha en contra de un oponente y luego ingresan una secuencia de movimientos y pulsaciones de botones. Los medidores de vida en pantalla indican qué tan cerca se encuentra un luchador de ser derrotado, volviéndose rojo cuando al medidor le queda una pequeña cantidad de salud. El "Modo Desafío" de War Zone fue reemplazado por un Modo Carrera que permitía al jugador luchar como una superestrella de la WWF. El jugador primero comienza a luchar en House Shows ganando luchas para aparecer en Raw, luego a eventos Pay-Per-View y, finalmente, a obtener oportunidades para desafiar a los campeones  Europeo, Intercontinental y Campeón de la WWF. También se agregaron nuevos tipos de luchas, incluidos First Blood y I Quit Match.
Las características agregadas  incluyen un modo Create-A- Stable y un modo Pay-Per-View, que permite a los jugadores configurar su propio evento de lucha: luchas, el nombre del evento y una arena. El juego incluye una opción de arena personalizable, incluida la capacidad de editar el color de las luces, las cuerdas del ring, los tensores y el logotipo en el lateral del ring. WWF Attitude también presenta comentarios, proporcionados por Shane McMahon y Jerry Lawler .
El modo Create-A-Wrestler se amplió con música de entrada original, así como apodos de superestrellas con comentarios únicos y cánticos de la multitud para cada nombre. La voz de los temas de entrada originales fue proporcionada por Road Dogg de The New Age Outlaws, un luchador popular en el momento del lanzamiento del juego que solía mostrar sus habilidades con el micrófono durante los eventos.
La versión Game Boy Color del juego es ligeramente diferente de sus contrapartes de consola doméstica, y usa contraseñas como una forma de guardar el progreso de un jugador.

## Desarrollo
Acclaim agregó entradas completas de superestrellas al juego, mejorando las entradas cortas de War Zone. Los comentarios de las luchas fueron grabadas por Jerry "The King" Lawler y Shane McMahon. En lugar de que los comentaristas hablen sobre cada uno de los luchadores antes del combate como en War Zone, cada luchador ahora tiene un conjunto de burlas previas al combate.
Originalmente, el juego debía incluir Jobbers ficticios a los que los jugadores se enfrentarían al principio del Modo Carrera. Por razones desconocidas, estos fueron eliminados del juego; sin embargo, sus voces, atuendos de ring y canciones temáticas de entrada siguen siendo accesibles en el modo Create-A-Wrestler.
Además, la fecha de lanzamiento original del juego estaba destinada a ser marzo de 1999, antes de retrasarse hasta junio y luego nuevamente hasta su lanzamiento final en agosto. Su primera fecha de lanzamiento planificada fue el momento en la televisión de WWF cuando "Dr. Death" Steve Williams estaba recibiendo un push como midcard, donde estaba dirigido por un rudo Jim Ross. La guía de estrategia oficial de WWF Attitude menciona esto, y "JR's boy" es un cántico en el juego, que hace referencia a la historia. Durante muchos años, los jugadores estaban confundidos por su inclusión en el juego.
Aunque no se puede jugar en el juego, fueron The Hardy Boyz quienes proporcionaron captura de movimiento para el juego.
La introducción a las versiones de PlayStation y Nintendo 64 incluyó una dedicatoria a Owen Hart, quien falleció poco antes del lanzamiento del juego y apareció en el juego como un personaje jugable. Aunque Owen era un "heel" antes de su muerte, su personaje en el juego es un "face", lo que significaba que la multitud lo vitoreaba en lugar de abuchearlo. Su muerte retrasó las versiones de PlayStation y Nintendo 64 desde su lanzamiento inicial de junio de 1999, probablemente para eliminar su traje alternativo Blue Blazer como se ve en las primeras capturas de pantalla de una versión prototipo del juego de abril de 1999. 
La dedicatoria a Owen se eliminó de la versión de Dreamcast debido a una demanda por homicidio culposo presentada contra WWF por la familia Hart. Sin embargo, Owen sigue siendo un personaje jugable en esta versión.
La versión de Dreamcast se lanzó varios meses después de los juegos de PlayStation y Nintendo 64, casi al mismo tiempo que el primer juego WWF de THQ, WWF WrestleMania 2000  y presenta gráficos mejorados en comparación con sus contrapartes de PlayStation y Nintendo 64, con mapas de textura de mayor resolución y una multitud mejor animada, menos pixelada.

## Roster
Superestrellas
- Al Snow
- Billy Gunn
- Bradshaw
- Brian Christopher
- Christian
- D'Lo Brown
- Dr. Death Steve Williams
- Droz
- Edge
- Farooq
- Gangrel
- Goldust
- Mosh
- Trasher
- Jeff Jarrett
- Kane
- Mankind (con Cactus Jack y Dude Love como trajes alternativos)
- Mark Henry
- Owen Hart
- Road Dogg
- Steve Blackman
- Stone Cold Steve Austin
- The Big Boss Man
- The Godfather
- The Rock
- The Undertaker
- Triple H
- Val Venis
- X-Pac

Luchadores Desbloqueables
- Chyna
- Jacqueline
- Jerry Lawler
- Kurrgan
- Marc Mero
- Paul Bearer
- Sable
- Sgt. Slaughter
- Shawn Michaels
- The Trainer
- "Head"